# بندر الجارالله
بندر إبراهيم جارالله النخلي (مواليد عام 1965م)، هو لاعب كرة قدم معتزل، ويلقب بالطيارة وسبب هذا اللقب هو حركته الشهيرة التي يؤديها مع كل هدف يحرزه حيث يفرد يديه ويتمرجح يميناً ويساراً، بدأ مشواره الكروي لاعباً في نادي أحد السعودي وهو في عمر 11 سنة، ثم انتقل إلى نادي أهلي جدة السعودي أواخر عام 1409هـ، أي في شهر تموز من عام 1989م، ولعب بندر في مركز الوسط.

## الانضمام إلى الأهلي
ذهب بندر إلى جدة من أجل المشاركة في مباراة اعتزال اللاعب المخضرم يحيى عامر، حيث بدأ الحديث معه من خلال عبد العزيز عبد العال وصحفي كان يعمل في جريدة المدينة سابقاً، يدعى أحمد مرشد، اللذين كان لهما الدور كبير في تقريب وجهات النظر، إدارة نادي أهلي جدة، وكما كان لاهتمام الأمير خالد بن عبد الله دور مهم أيضاً، وتمت عملية الانتقال إلى أهلي جدة بمبلغ 700 ألف ريال.

### مشواره مع الأهلي
بدأ بندر مشواره مع أهلي في مباراة كانت أمام الوحدة السعودي وانتهت المباراة بفوز الأهلي 5 -1، على الرغم من أن بندر لم يحرز أهداف في مباراته الأولى إلا أنه ظهر بمستوى رائع أشاد به النقاد الرياضيون، وأحرز الجار الله 45 هدفاً مع الأهلي، وكان آخر هدف أحرزه مع الأهلي ضد النجمة في كأس الاتحاد الآسيوي وكان ذلك يوم الجمعة 22-5-1417هـ، 4/10/1996م، وأحزر الجار الله الهدف السادس للأهلي في الدقيقة 45 من الشوط الثاني، وانتهت المباراة بنتيجة 6 مقابل 2 لصالح الأهلي.

## مشواره مع المنتخب السعودي
شارك الجار الله في 8 مبارايات دولية، بدأ أساسياً في مباراة واحدة، وفي سبع مباريات كان بديلاً، وبلغ إجمالي الدقائق التي لعبها 299 دقيقة، الجار الله كان أحد أفراد الكتيبة الخضراء التي ظفرت باللقب في آسيا 84، وشارك في تصفيات كأس العالم 1986. بعد اعتزاله اكتفى الجار الله بالحضور الإعلامي للحديث عن مشاركات منتخب بلاده أو الحديث عن مواجهات الغريمين التقليديين؛ الأهلي والاتحاد.

## الشطب نهائياً من لعبة كرة القدم
وفي عام، 1992 وفي أثناء ديربي جدة بين الأهلي والاتحاد حدث احتكاك بين لاعب وسط الأهلي بندر جارالله والمحترف الأمريكي في الاتحاد هوجو بيريز، وتطورت الأحداث بتدخل لاعب الاتحاد سراج فريج، ما دفع بندر الجار الله بضرب فريج وبعدها أعلن الاتحاد السعودي شطب الجار الله، ولكن تم العفو عنه وعن جميع الموقوفين والمشطوبين من قبل الأمير فيصل بن فهد رحمه الله بعد تأهل المنتخب السعودي إلى كأس العالم بأمريكا عام 1994م.

## اعتزاله
كان اعتزال الجارالله يوم الجمعة 18/ذي الحجة/1417ه، 25 /4/1997م، حيث كانت مباراة جار الله الأخيرة مع الأهلي وكانت أمام الخليج في كأس ولي العهد وانتهت بفوز الأهلي 2-0، بعدها اعتزل كرة القدم.